# Aber Bitte Mit Sahne
Aber Bitte Mit Sahne è un extended play (EP) del gruppo thrash metal tedesco Sodom, pubblicato nel 1993.

## Tracce
1. Aber Bitte mit Sahne – 3:17 (Eckart Hachfeld, Wolfgang Spahr)
2. Sodomized – 2:39 (Sodom, Tom Angelripper)
3. Abuse – 1:43 (Sodom, Tom Angelripper)
4. Skinned Alive '93 – 2:30 (Dudek, Brings, Such)

## Formazione
- Tom Angelripper - voce, basso
- Andy Brings - chitarra
- Atomic Steif - batteria